# Patrick Roegiers
Patrick Roegiers, né le 22 septembre 1947 à Ixelles,, est un écrivain, directeur de théâtre, comédien, auteur et metteur en scène, belge de naissance, français depuis septembre 2017. Il vit en France depuis 1983.

## Éléments biographiques

### Du théâtre au journalisme
Après des études primaires chez les Frères des écoles chrétiennes et des études gréco-latines au Collège Saint-Pierre (Uccle), Patrick Roegiers entre en 1964 à l'Institut des arts de diffusion (aujourd'hui installé à Louvain-la-Neuve) pour y suivre une formation de comédien et en sortir diplômé en 1968. Il débute comme comédien dans divers théâtres dont le Théâtre royal des Galeries (où il est engagé pour trois ans) ou le Théâtre national de Belgique (où Jacques Huisman l'engage comme lecteur) et commence à écrire pour le théâtre avec La Mygale, une « farce balnéaire à caractère satirique » qui restera inédite jusqu'en février 2002 où, dans le cadre du « nouveau répertoire dramatique », Lucien Attoun la fera jouer sur France Culture,. Metteur en scène et directeur du Théâtre Provisoire à Bruxelles, c'est à la suite de la suppression de la subvention à cet établissement qu'il quitte la Belgique et s'établit en 1983 à Paris où il est critique littéraire au Matin de Paris et critique photographique à Révolution de 1983 à 1985. Il est ensuite critique photographique au journal Le Monde où il publie 500 articles de 1985 à 1992, puis tient une chronique photographique dans Le Jardin des modes de 1990 à 1995.
Il réalise des films pour France 3, certaines émissions (Océaniques), la Maison européenne de la photographie, la Mission du patrimoine photographique ou les Rencontres internationales de la photographie d'Arles. Il donne des conférences à l'étranger, participe à nombre de jurys ainsi qu'à des émissions de radio sur France Culture, et réalise des entretiens de fond avec de grands photographes, aujourd'hui disparus.

### La photographie
Patrick Roegiers est l'auteur de plus de vingt ouvrages sur la photographie, dont des essais sur Lewis Carroll, Diane Arbus, Bill Brandt, Jacques-Henri Lartigue, Roland Topor et René Magritte (dont il conçoit la rétrospective montrée à Bruxelles et Paris ainsi que la monographie parue en Angleterre et aux États-Unis). Il réalise parallèlement de nombreuses expositions monographiques ou thématiques présentées dans le monde (Barcelone, Lisbonne, Montréal, Ottawa, New York, Tokyo, Mexico, La Nouvelle-Orléans, São Paulo, Rio de Janeiro).
Intervenant à l'École nationale supérieure de la photographie d'Arles de 1986 à 1992, membre du jury de grand prix de la ville de Paris de 1990 à 1995, du comité de sélection du Mois de la photo de 1990 à 2000, du conseil du Fonds national d'art contemporain de 1992 à 1994, président du Mois de la photo en 2000, il définit « l'acte de voir » en citant le peintre Wols : « Pour voir, il ne faut rien savoir, sauf savoir voir ».

### Fiction & Cie
À partir de 1990, Patrick Roegiers publie neuf romans aux éditions du Seuil, dans la collection Fiction & Cie : Beau regard (1990), L'horloge universelle (1992), Hémisphère nord (1995),, L'Artiste, la servante et le savant (1997), La géométrie des sentiments (1998), L'Oculiste noyé (2001), Tripp (2002), Le Cousin de Fragonard (2006) et La Nuit du monde (2010) qui met en présence James Joyce et Marcel Proust, dans la lignée de ses livres précédents, avec pour sujet récurrent la peinture et pour personnages des créateurs,.

### L'histoire de la Belgique
À partir de 2003, la Belgique devient pour Patrick Roegiers un sujet en soi, traité entre autres dans Le Mal du pays, autobiographie de la Belgique (Seuil, 2003), La Belgique. Le Roman d'un pays (Gallimard, coll. « Découvertes » 2005) et La Spectaculaire Histoire des rois des Belges (Perrin, 2007).
En décembre 2012, il entre aux Éditions Grasset et conçoit une vaste épopée, anachronique, lyrique et jubilatoire, Le Bonheur des Belges.
En 2015, dans L'Autre Simenon, il reconstitue l'itinéraire de Christian Simenon, le frère inconnu de l'écrivain, engagé dans le rexisme et mis-en-cause dans la tuerie de Courcelles avant de disparaître sous un faux nom.

### Retour au théâtre
Le retour de Patrick Roegiers à l'écriture pour le théâtre, annoncé par La servante de Dürer qu'il écrit en 1999 pour la comédienne Hanna Schygulla, se confirme en 2001 avec sa pièce Vésale mise en scène par Philippe van Kessel au Théâtre national de Belgique (ce monologue du médecin et anatomiste André Vésale a été, en 1997, publié dans L'Artiste, la servante et le savant et lu par Jean Dautremay au Festival d'Avignon sous la direction de Claude Yersin). Suivent en 2001 Les jardins de Camigliano, trois lectures par la Comédie-Française au théâtre du Vieux-Colombier, en 2004 Moi, Rodin, mis en scène par Mihai Măniuțiu au Théâtre national Radu Stanca de Sibiu (avant une tournée internationale), en 2005 Le Cri de la muette, poème symphonique lu par l'auteur dans une mise en scène de Patrick Bonté au Théâtre royal de la Monnaie de Bruxelles, en 2008 Le journal d'Aurore qu'il met en scène et interprète avec sa fille Aurore au Festival du théâtre de Spa, en 2009 Il était une fois la Belgique, adaptée par Patrick Roegiers de son livre Le Mal du pays, mise en scène par Vincent Dujardin et jouée par Michel de Warzée, Philippe Vauchel et Nicolas Pirson à la Comédie Claude Volter,, puis en 2011 La Femme de l'homme au chapeau boule, comédie picturale sur Georgette et René Magritte, mise en scène par Monique Lenoble avec Aurore Roegiers et Baptiste Blampain au Théâtre Poème de Bruxelles.

### Décorations
- Chevalier de l'ordre des Arts et des Lettres, 2000.
- Chevalier de l'ordre de la Couronne (Belgique), 2005.
- Officier de l'ordre des Arts et des Lettres, 2014.

## Publications

### Théâtre, romans, poésie, essais
- Pinocchio, histoire d'une marionnette, Cahiers théâtre de Louvain, série Documents dramaturgiques n° 5, 1977
- Pauvre B …!, L'Avant-scène 642, 1978
- Des trous dans les nuages, suivi de Hamlet et les 7 nains, L'Avant-scène, 1979
- L'Écart constant - Récits sur le théâtre et la photographie, Éditions Didascalies, Bruxelles, 1986
- Beau regard, Le Seuil, 1990  (ISBN 2020114941)
- L'Horloge universelle, Le Seuil, 1992  (ISBN 2020574365)
- Le Journal d'Aurore, extraits, La Pierre d'Alun, 1994
- Hémisphère nord, Le Seuil, 1995  (ISBN 2020258544)[26] Prix Victor Rossel 1996.
- L'Artiste, la servante et le savant, Seuil, 1997
- La Géométrie des sentiments, Le Seuil, 1998  (ISBN 2020350505)[27]
- L'Oculiste noyé, Le Seuil, 2001  (ISBN 2020367599)
- Tripp, Le Seuil, 2002  (ISBN 2020510227)
- Le Mal du pays, autobiographie de la Belgique, Le Seuil, 2003  (ISBN 2020574365)[28],[29] Prix Louis-Barthou de l'Académie française 2003.
- La Mémoire courte - Conversation sur le théâtre provisoire, éditions La lettre volée, coll. « Histoire du spectacle », 2003
- La Belgique en vers et contre tout - Poèmes macaroniques, éditions Luce Wilquin, coll. « Luciole », 2003
- La Belgique - Le roman d'un pays, Gallimard, coll. « Découvertes Gallimard / Culture et société » (no 466), série Culture et société, 2005  (ISBN 2070315401)[30]
- Le Cousin de Fragonard, Le Seuil, 2005  (ISBN 2020629747) Prix du roman de la Société des gens de lettres 2005 ; ouvrage couronné par l'Académie royale de langue et de littérature françaises de Belgique.
- Le Regard continu - Complicité de vingt-et-un ans de préfaces, éditions La Pierre d'Alun, coll. « La petite pierre », 2005
- Le Cri de la muette - Poème symphonique, donné en spectacle de gala au Théâtre de la Monnaie de Bruxelles à l'occasion de cent soixante-quinzième anniversaire de la Belgique, éditions Luce Wilquin, 2006
- La Spectaculaire Histoire des rois des Belges, Perrin, 2007  (ISBN 2262024510). et Tempus, 2009[31]
- Le Journal d'Aurore, récit, Maelström, 2008
- La Nuit du monde, Le Seuil, 2010  (ISBN 9782020914574)[32]
- La Femme de l'homme au chapeau boule - Comédie picturale, Les cahiers du Poème, 2011
- Le Bonheur des Belges, Grasset, 2012  (ISBN 9782246779216)[16]
- La Traversée des plaisirs, essai littéraire, Grasset, 2014  (ISBN 9782246811282)[33],[34],[35],[36]
- L'Autre Simenon, Grasset, 2015[37],[38]
- Le Roi, Donald Duck et les vacances du dessinateur, Grasset, 2018  (ISBN 9782246860211)[39],[40],[41],[42],[43]
- Éloge du génie, Vilhelm Hammershoi, Glenn Gould, Thomas Bernhard, Arléa, 2019
- La Vie de famille, Grasset, 2020[44],[45]
- Ma vie d'écrivain, Grasset, 2021[46],[47].
- Nouvelle vague, roman, Grasset, 2023[48].
- Satie, roman, Grasset, 2025[49],[50],[51],[52],[53],[54],[55],[56],[57],[58],[59],[60],[61].

#### Collectif
- Avec Christiane Clert, Janine Despinette, Jean Gattégno, José Pierre, Marc Soriano, Pierre Pitrou, Selwyn H. Goodacre, Visages d'Alice - Les illustrateurs d'Alice, Gallimard Jeunesse, 1983
- Avec Adrian Iorgulescu, Cristian Preda, Daniel Sotiaux, Jan de Maere et Joachim Wiitstock, Voyages transylvaniens (à propos des peintres Michel Moskovtchenko et Ștefan Câlția (en)), éditions de la ville de Sibiu (Roumanie), 2006
- Avec Jan Fabre, Hans Ulrich Obrist et Jean-Marc Adolphe, Le Temps emprunté, Actes Sud, 2007

### Essais photographiques
- Le visage regardé ou Lewis Carroll, dessinateur et photographe, Creatis, 1982 (réédition éditions Complexe, 2003)
- Carol-Marc Lavrillier - Trente ans de regards sur la sculpture de Rodin à Bourdelle, éditions du musée Réattu, Arles, 1984
- Diane Arbus ou le rêve du naufrage, éditions du Chêne, 1985 (réédition éditions Perrin, 2006)[62]
- Gormezano et Minot, Révolution n° 259, 1985
- Le théâtre des réalités, Éditions Contrejour/Metz pour la photographie, 1985
- Contours détours : Carol-Marc Lavrillier, éditions du Musée des beaux-arts de Rennes, 1985
- August Sander ou l'autoportrait de l'Allemagne, Paris Audiovisuel, 1986
- Denis Roche, Paris Audiovisuel, 1989
- Écoutez voir - Neuf entretiens avec des photographes : Raymond Depardon, Robert Frank, Ralph Gibson, Duane Michals, Helmut Newton, Sebastião Salgado, Alice Springs, Arthur Tress, Joel-Peter Witkin, Paris Audiovisuel, 1989
- Bill Brandt, Éditions Belfond/Paris-Audiovisuel, coll. « Les grands photographes », 1990
- Robert Doisneau, portrait de Saint-Denis, Calmann-Lévy, 1991
- Façons de voir - Douze entretiens sur le regard, Éditions Le castor astral, 1992
- Raymond Voinquel, Paris Audiovisuel, 1993
- Alain Fleischer - Le Cadre et le reflet, Éditions Massino Riposati, Paris, 1993
- La Descente aux enfers de Donigan Cumming (en)[63], éditions Art Gallery of Windsor (en), Ontario, 1993
- Double vie double vue : gémellité, Actes Sud Beaux-arts, 1996
- Roland Topor, une vie de papier, La Pierre d'Alun, 1998
- Topor rit encore, Maison européenne de la photographie, 1999
- Herb Ritts, Éditions Actes Sud, 1999 (édition anglaise : Thames & Hudson Ltd., 2000)
- André Villers, Théâtre de la photographie et de l'image, Nice, 2000
- Armyde Peignier - Jeu d'enfant, éditions Le Salon d'art, Bruxelles, 2000
- François-Marie Banier, un classique de la modernité[64], éditions du Musée métropolitain de photographie de Tokyo, 2000
- New York, USA - Photographies de Dolorès Marat, Marval, 2002
- Jacques-Henri Lartigue, les tourments du funambule - Dessin, peinture, photographie, éditions La Différence, 2003
- Tom Drahos[65], Maison européenne de la photographie, mai 2003
- François-Marie Banier - Photographies[66], Gallimard, 2003
- Roman Cieslewicz, dans le Catalogue du quinzième Festival de l'affiche et des arts graphiques, Chaumont (Haute-Marne), mai 2004
- Carte blanche à Kicken Berlin (de), éditions des musées de Nice, 2004
- LŒil de Simenon, Galerie nationale du Jeu de Paume/Omnibus, 2004
- Transhumance 6 - Mathieu Bernard-Reymond, Marc Chostakoff, Ellen Kooi, Clark et Pougnaud, LawickMüller, Nicole Tran Ba Vang, éditions Le Château d'eau, Toulouse, 2004
- Magritte et la photographie, éditions Ludion, 2005
- Actes du colloque Hercule Florence[67] (animateur : Patrick Roegiers), Théâtre de la photographie et de l'image, Nice, 4 novembre 2005
- Wiertz - Witkin, un tête-à-tête criant, éditions Somogy, 2007
- Entretien avec Alain Desvergnes, in Alain Desvergnes - Paysages, portraits, Diaphane Éditions, 2010

#### Collectif
- Avec Jean-Claude Lemagny, Entretien avec Carol-Marc Lavrillier, in Six années du 666 - La galerie, éditions du Studio 666, 1986
- Avec Aude Cordonnier et Pierre Devin, Regards sur les musées de la région Nord-Pas-de-Calais : Claude Dityvon, Bernard Plossu, Michel Séméniako, Michel Vanden Eeckhoudt…, éditions du Centre régional de la photographie du Nord Pas-de-Calais, Douchy-les-Mines, 1987
- Avec Dominique Baqué et Françoise Denoyelle, François Kollar, éditions du ministère de la Culture/Association française pour la diffusion du patrimoine photographique, 1989
- Avec Pierre Borhan et Claude Vittiglio, René-Jacques, La Manufacture, coll. « Donations/Ministère de la culture », 1991
- Avec Gloria Picazo, Sandy Skoglund, Paris Audiovisuel, 1992
- Avec Charles-Henri Favrod, Jean-Pascal Imsand : Vision - Vingt photomontages, U Bär Verlag, Zürich, 1992
- Avec Noël Bourcier, Jean-Luc Mercié et Anne de Mondenard, Denise Colomb, La Manufacture, coll. « Donations/Ministère de la culture », 1992
- Avec Dominique Gaessler et Pam Roberts, La Promenade des anglais - La photographie anglaise : George Rodger, Norman Parkinson, Don McCullin, Chris Killip, John Kippin, Karen Knorr, Craigie Horsfield, Hamish Fulton, Nick Waplington, Fay Goldwin (en), Michael Kenna, John Davies, John Stathatos (en), Caméra international n° 42, 1996
- « De Diane Arbus à Cindy Sherman, archétype, stéréotype et mythe de la femme américaine des années 60 à nos jours », dans l'ouvrage collectif Une aventure européenne, la photographie, 1955-1965 - Regards sur la création photographique contemporaine, points de vue et réflexions - À travers la collection de la Maison européenne de la photographie, 2 volumes, éditions de la Maison européenne de la photographie, 1996
- Avec Régis Durand et Jocelyne Lupien, Georges Rousse, 1981-2000, éditions Bärtschi/Salomon, 2000
- Avec Jean-Marc Lacabe et Anne-Marie Garat, Réel en option - Gilbert Garcin, Teun Hocks, Luc Chéry, éditions Le Château d'eau, Toulouse, 2008

### Monographies d'artistes peintres
- Picasso érotique, avec Gérard Régnier, éditions de la Galerie nationale du Jeu de Paume), 2001
- Camille De Taeye, La Pierre d'Alun, 2009
- La Vie comique de Joël Ducorroy - Chroniques (second auteur : Robert Bonaccorsi), Éditions Villa Tamaris, 2016

### Critiques
- LŒil vivant - Cinquante-deux critiques parues dans Le Monde, Les Cahiers de la photographie, n° 21, 1988
- LŒil multiple - Cent soixante-dix entretiens, portraits et critiques photographiques parus dans Le Monde, La Manufacture, 1992
- LŒil complice - vingt-cinq préfaces sur la photographie, 1983-1993, éditions Marval, 1994
- LŒil ouvert - Un parcours photographique, 1983-1988, Nathan, 1998

### Préfaces
- Charles De Coster, La Légende d'Ullenspiegel au pays de Flandres et d'ailleurs, éditions La Différence, coll. « Minos », 2003
- Charles Chojnacki, Fifties today : a way of life, éditions Marque Belge, coll. « Bord de l'eau », 2015

## Filmographie
- Isabelle devant le désir, film de Jean-Pierre Berckmans, 1975 Patrick Roegiers y tient le rôle de Christian.
- Le Crayon entre les dents, suite de six films de 52 min coréalisés par Patrick Roegiers et Jean-Pierre Berckmans sur les dessinateurs Fernando Puig Rosado[68], Jean-Pierre Desclozeaux, Jean-Marc Reiser[69], Jean-Jacques Sempé, José Guadalupe Posada et Siné[70], RTBF, 1976-1977
- Pauvre B…, texte de Patrick Roegiers d'après Charles Baudelaire, mise en scène de Patrick Roegiers, réalisation de Jean-Pierre Berckmans, avec Idwig Stéphane, 1978 (visionner en ligne - Source : RTB : Théâtre provisoire ; durée : 47 min 24 s)
- Émission Océaniques (FR3), suite de cinq films coréalisés par Patrick Roegiers et Robert Mugnerot : Jan Saudek, Horst P. Horst, Studio Harcourt, Les photographes humanistes, Helmut Newton, 1985-1987
- Denis Roche, Arnaud Claass, Tom Drahos, Alain Fleischer, quatre films de 26 minutes coréalisés par Patrick Roegiers et Bruno Trompier, Maison européenne de la photographie, 1986-1987
- Rue du regard : portrait de Pierre Gassmann - Entretiens avec Patrick Roegiers, film documentaire de 52 minutes coréalisé par Roger Pic et Patrick Roegiers, avec les participations de Henri Cartier-Bresson et Robert Doisneau, Rencontres internationales de la photographie/Les films du Grain de sable, 1988[71]
- Hommage à Roméo Martinez, film de 15 minutes coréalisé par Roger Pic et Patrick Roegiers, Rencontres internationales de la photographie, 1991
- René-Jacques et Marcel Bovis, deux films-portraits réalisés par Patrick Roegiers, Maison européenne de la photographie/Mission du patrimoine photographique, 1991, 1992
- L'Amateur de rêves - Le centenaire de la naissance de Jacques-Henri Lartigue, film coréalisé par Roger Pic et Patrick Roegiers, texte dit par André Dussollier, production Lux Modernis/Rencontres internationales de la photographie (film projeté dans le théâtre antique d'Arles), 1994
- L'Arrachement[72], court métrage réalisé par Patrick Roegiers à propos du peintre Maurice Frydman, Gemsel, Bruxelles, 1998
- Entretien avec Patrick Roegiers et Olivier O. Olivier[73], film de Jorge Amat, 2005

## Articles de presse et émissions (sélection)

### Presse écrite (photographie)
- Sur François Despatin et Christian Gobeli : « Pas de deux », Révolution, n°267 du 12 avril 1985 et « Portraits au carré », Le Monde, 3 janvier 1987 (lire en ligne)
- « Le dernier badaud (les photos de Robert Doisneau sur la banlieue parisienne) », Révolution, 26 avril 1985
- « Robert Delpire, un homme pressé », Clichés, n°22, décembre 1985
- « L'actualité comme un collage - Entretien avec Roman Cieslewicz », Le Monde, 27 avril 1986
- « Bernard Faucon », Le Monde, juin 1986 et mars 1988
- « L'œcuménisme de Jean Dieuzaide », Le Monde, 3 avril 1988
- « Noelle Hoeppe », Art Press, avril 1988
- « Pierre Jahan chez Michèle Chomette : le pyromane incendié », Le Monde, 28 septembre 1988 (lire en ligne)
- « Bellocq », Cimaise, novembre-décembre 1988
- « Le regard complice (sur les écrits momentanés de Denis Roche) », Le Monde, 27 décembre 1988
- « Charles Matton, un faiseur d'illusions », Le Monde, mars 1989
- « Un ethnologue sauvage : deux expositions de Pierre Verger », Le Monde, 30 mai 1989
- « Consécration d'un art impur, "l'invention d'un art", au Musée national d'art moderne, montre comment la photographie a accompagné l'histoire de l'art au XXe siècle », Le Monde, 4 novembre 1989 (lire en ligne)
- « Sophie Calle », Le Monde, 1991
- « La galerie des mineurs - Dominique Delpoux, photographe »[74], Rencontres internationales de la photographie, Arles, 1994 (lire en ligne)

### Presse écrite (autres thèmes)
- « Victor Hugo voyage incognito en Belgique », Marginales, n°245, 21 mars 2002 (lire en ligne)
- « Le torchon », Marginales, n°248, 21 décembre 2002 (lire en ligne)
- « Pauvre Belgique et pauvres c…! », La Règle du jeu, 8 septembre 2010 (lire en ligne)
- « Échappées belges », Libération, 23 novembre 2011 (lire en ligne)
- « Simenon », Cahiers de l'Herne n°102 du 1er janvier 2013 (sous la direction de Laurent Demoulin)[75]
- « Hôtel Europe : Bernard-Henri Lévy, Jacques Weber et l'atelier de la pensée », La Règle du jeu, 8 octobre 2014 (lire en ligne)
- « La face cachée de Georges Simenon », Metro, 21 septembre 2015 (lire en ligne)
- « Une vie de mensonge », La Règle du jeu, 10 octobre 2015 (lire en ligne)
- « Thomas Bernhard », La Nouvelle Revue Française, n°616, 14 janvier 2016
- « George Dyer est un beau salaud », dans Les salauds, revue Le Courage n°2, Éditions Grasset et Fasquelle, avril 2016[76]

### Radiodiffusion
- D'un jour à l'autre : Jean-Claude Bélégou, France Culture, 25 mars 1991
- Du jour au lendemain - Entretiens littéraires nocturnes, émission d'Alain Veinstein, France Culture, chronique mensuelle de Patrick Roegiers de 1991 à 1993
- L'Humeur vagabonde : Patrick Rogiers : Diane Arbus[77], émission de Kathleen Evin, France Inter, 28 novembre 2006
- Le carnet d'or : Page 55 - Belgique, avec Amélie Nothomb, Patrick Roegiers et Frank Andriat[78], France Culture, 3 décembre 2012
- La grande table : retour sur l'œuvre de Rubens[79], émission de Caroline Broué, France Culture, 19 juin 2013
- La grande table : Variations sur l'écriture avec Patrick Roegiers et Martin Page, émission de Caroline Broué, France Culture, 12 juin 2014.
- Les bonnes feuilles : "L'Autre Simenon"[80], France Culture, 15 juillet 2015
- L'Humeur vagabonde : Patrick Roegiers - "L'Autre Simenon"[81], émission de Kathleen Evin, France Inter, 27 août 2015
- Le temps des écrivains : la famille[82], France Culture, 5 septembre 2015
- Par ouï-dire : Le roi, Donald Duck et les vacances du dessinateur[83], R.T.B.F., 31 janvier 2018

### Télévision
- Le Divan, émission de Henry Chapier, France 3, novembre 1992
- Un livre, un jour, émission d'Olivier Barrot et Delphine Japhet, France 3, 31 octobre 1995[8], 17 mars 2003[29] et 2 octobre 2015
- Œuvres en chantier, émission de Marianne Sluzny et Guy Lejeune, deuxième chaîne belge francophone, mars 2001
- Noms de Dieux, émission d'Edmond Blattchen, RTBF, 26 février 2012
- On n'est pas couché, émission de Catherine Barma et Laurent Ruquier, France 2, 12 septembre 2015[38]
- 64 minutes : Grand angle, littérature : "L'Autre Simenon", cachez ce frère…[84], TV5 Monde, 13 septembre 2015
- La lettre recommandée - Patrick Courier reçoit Patrick Roegiers à propos de "Le roi, Donald Duck et les vacances du dessinateur", Télé Bruxelles, janvier 2018[42]

## Théâtre et expositions

### Mises en scène
- 1971 : Dans les jardins du Luxembourg de Romain Weingarten et Cœur à deux de Guy Foissy, production indépendante
- 1972 : Le Borgne d'Eduardo Manet, Théâtre national de Belgique
- 1972 : Joko fête son anniversaire de Roland Topor, adaptation de Patrick Roegiers, Théâtre de Poche[85]
- 1973 : Le Rémora de Serge Rezvani, Théâtre d'Art
- 1973 : Le Retour d'Harold Pinter, Théâtre de l'Ancre, Charleroi
- 1974 : Trois coups pour un fusil, Rixe de Jean-Claude Grumberg, L'Entreprise de Guy Foissy et Le Bel Exemple de Jeanine Worms, production indépendante
- 1974 : Un petit nid d'amour de Georges Michel, Théâtre Provisoire
- 1975 : La Demande d'emploi de Michel Vinaver, Théâtre Provisoire
- 1976 : Pinocchio, de Carlo Collodi, adaptation de Patrick Roegiers, Théâtre Provisoire
- 1977 : George Dandin de Molière, Théâtre Provisoire
- 1978 : Pauvre B… ! d'après Charles Baudelaire, texte de Patrick Roegiers, Théâtre Provisoire
- 1979 : Des trous dans les nuages, de Patrick Roegiers, Théâtre Provisoire
- 1980 : Belgavox de Patrick Roegiers, Théâtre Provisoire
- 2008 : Le Journal d'Aurore de Patrick Roegiers, Festival du théâtre de Spa et Le Carreau, Cergy-Pontoise

### Commissariat d'expositions
- Bill Brandt et l'Angleterre des années 30, Espace photographique de Paris, 1990
- Strip-tease de l'intime (avec Gilles Dusein), Galerie Urbi et Orbi, Paris, 1990
- Exposition itinérante : La photographie française en liberté (avec Gilles Mora et Jean-Claude Lemagny), Lisbonne (Musée Calouste Gulbenkian), New York, Kawasaki (Kanagawa), La Nouvelle-Orléans, Mexico, 1990-1992[86]
- Treize critiques, treize photographes (présentation de Gilles Rousse et Pascal Kern, Primavera fotografica, Barcelone, 1992
- Exposition itinérante : La photographie française : nouvelles tendances, Musée canadien de la photographie contemporaine d'Ottawa, Ontario, Halifax, Montréal, Terre-Neuve, 1993-1995
- Exposition itinérante : Rétrospective Alain Fleischer - Le cadre et le reflet, São Paulo, Rio de Janeiro, Montréal, 1994
- Double vie, double vue, Fondation Cartier pour l'art contemporain, Paris, novembre 1996 - mars 1997
- Topor rit encore, Maison européenne de la photographie, Paris, juin-août 1999
- Magritte et la photographie, Bozar, Bruxelles (dans le cadre du cent soixante-quinzième anniversaire de la Belgique), février-mai 2005, et Maison européenne de la photographie, Paris, mars-mai 2006[87],[88]

### Conseil artistique d'expositions
- Hommage à Roland Barthes, Mois de la photo, Paris, 1990
- Hommage aux galeries, Mois de la photo, Paris, 1992
- Éloge de l'oubli, Mois de la photo, Paris, 1994
- Rencontres internationales de la photographie, Arles, 1994
- Un art en partage : duos, couples, jumeaux, Mois de la photo, Paris, 1996
- La photographie anglaise, Septembre de la photo, Nice, 1996
- La photographie grecque, Septembre de la photo, Nice, 1998

## Réception critique
« Provenant d'un univers artistique ancré dans le concret et la matérialité des mots, le théâtre, c'est en maître artisan que l'auteur de L'horloge universelle a forgé les outils de son art. Et tout d'abord sa matière première, cette langue si particulière, faite pour étonner, détonner, dérouter, irriter parfois… Roegiers nous lance une invitation, exigeante mais passionnante, à découvrir des continents insoupçonnés, des îlots où l'on parle un idiome singulier, des archipels colorés et odoriférants, ou des temps enfouis dans une brume mémorielle qu'il dissipe par la magie d'une langue à chaque page réinventée. Lire un livre de Roegiers, c'est aussi s'embarquer pour un périple du style au long cours, où les mots vivent d'une vie propre, se glisser dans le sillage de phrases luxueuses comme des paquebots ou luxuriants comme des forêts tropicales, se laisser chavirer par des assonances coupantes comme des récifs ou charnues comme de baroques chimères de proue. »

— Alain Goldschmidt

« Patrick Roegiers enflamme une langue rabelaisienne et une imagination torrentielle pour célébrer l'énigme de son pays natal. Cet éblouissant Bonheur des Belges s'envole, transporte, chahute, réjouit. Comme si le salut ne pouvait venir que de la folle fantaisie. »

— Michel Genson

« Mais, pour traverser le miroir, quelle langue choisir, la flamande, la wallonne, le français universel ? L'option la plus sérieuse reste encore celle du style, car on peut jouer de tous ses registres et en varier toutes les inflexions, tantôt épique, tantôt poétique, ici cruel, là désopilant, inspiré, charmant, profond, toujours haut en couleur, musical, carnavalesque, séraphique. Anamorphoses, miroirs, mondes en abîme, la Belgique inépuisable, infinie, et, comme la mer, toujours récompensée, donne le vertige. Avec Le bonheur des Belges, maître d'œuvre de tant de féerie, en fait goûter tous les délices. »

— Jean Sorrente

« Cet élan qui déménage, Roegiers l'appelle La Traversée des plaisirs. Elle s'effectue à son rythme, très doux, et selon son style, enthousiaste, avec cette généreuse érudition et ce goût des listes qui distinguent depuis toujours ses ouvrages. Et, à l'instant de refermer ce livre, il vous prend envie de chercher l'adresse de Roegiers pour lui envoyer les mots que Boris Vian écrivit jadis à son éditeur : "Je vous prie d'agréer une grosse bise". »

— Jean Birnbaum

« C'est l'angle mort de Georges Simenon, sa part d'ombre, sa face sombre. Même à la fin de sa longue vie, dans ses volumineux Mémoires intimes, le prolifique auteur de Maigret préfère n'en pas parler. Comme si la seule évocation de ce secret de famille l'embarrassait et même le salissait. Mené comme une enquête à la Maigret, mais porté par un lyrisme de Cassandre, L'autre Simenon est le roman noir de la fraternité malade, le polar sanglant que Georges n'a jamais osé écrire. »

— Jérôme Garcin

### Fonds d'archives
Patrick Roegiers a en 2021 fait don de la totalité de son œuvre et de ses archives dans ses trois domaines de création (théâtre, photographie, littérature) à la Bibliothèque nationale de France.